# Province de Manco Kapac
La province de Manco Kapac est une province bolivienne du département de La Paz. Son chef lieu est la petite ville de Copacabana. Sa population était de 24 039 habitants en 2005.